# П'ятницьке (Пачелмський район)
П'я́тницьке (рос. Пятницкое) — селище у складі Пачелмського району Пензенської області, Росія.
Населення — 3 особи (2010; 10 у 2002).
Національний склад станом на 2002 рік:
- росіяни — 100 %